# Carlos Garaikoetxea Urriza
Carlos Garaikoetxea Urriza (Pamplona, 2 de juny de 1938) és un polític, advocat i economista navarrès d'ideologia nacionalista basca.
Com a membre del Partit Nacionalista Basc, va ser el segon i últim president de l'òrgan preautonòmic del País Basc, el Consell General Basc, i el primer lehendakari del Govern Basc després de la promulgació de l'Estatut de Guernica (1980), càrrec que va ocupar fins a 1985. Va fundar i va presidir Eusko Alkartasuna després de la seva escissió del PNB el 1986. En 1999 es va retirar de la política activa i resideix a Zarautz (País Basc).

## Biografia

### Formació i primers anys
Va néixer a Pamplona el 1938, en el si d'una família nombrosa, de tradició carlista, originària de la muntanya de Navarra. Va realitzar els seus primers estudis al col·legi dels Escolapis de Pamplona. Es va llicenciar en Dret i Econòmiques en la Universitat de Deusto, viatjant posteriorment a Londres i a París amb la finalitat d'ampliar la seva formació. Garaikoetxea no era bascoparlant, però va aprendre basc amb l'escriptor i polític navarrès Patxi Zabaleta.
Després del seu retorn a Espanya va treballar en el sector privat, arribant a presidir la Cambra de comerç i Indústria de Navarra (1962-1972). Com a representant d'aquesta institució, va formar part del Consell Foral de Navarra. Després del seu pas pel Consell Foral, va exercir l'advocacia fins a 1979, al mateix temps que ocupava càrrecs en el PNB, en el qual va ingressar el 1975. Entre aquest any i 1980 va ser dirigent del PNB a Navarra. En 1979 va abandonar l'advocacia per dedicar-se a temps complet a la labor política. Entre 1977 i 1980 va presidir el màxim òrgan del partit, l'Euzkadi Buru Batzar.
A les eleccions municipals i forals de 1979 Garaikoetxea va resultar escollit membre del Parlament Foral de Navarra. Al juny d'aquest mateix any va ser nomenat president del Consell General Basc, òrgan preautonòmic basc, substituint Ramón Rubial Cavia.

### Lehendakari del Govern basc

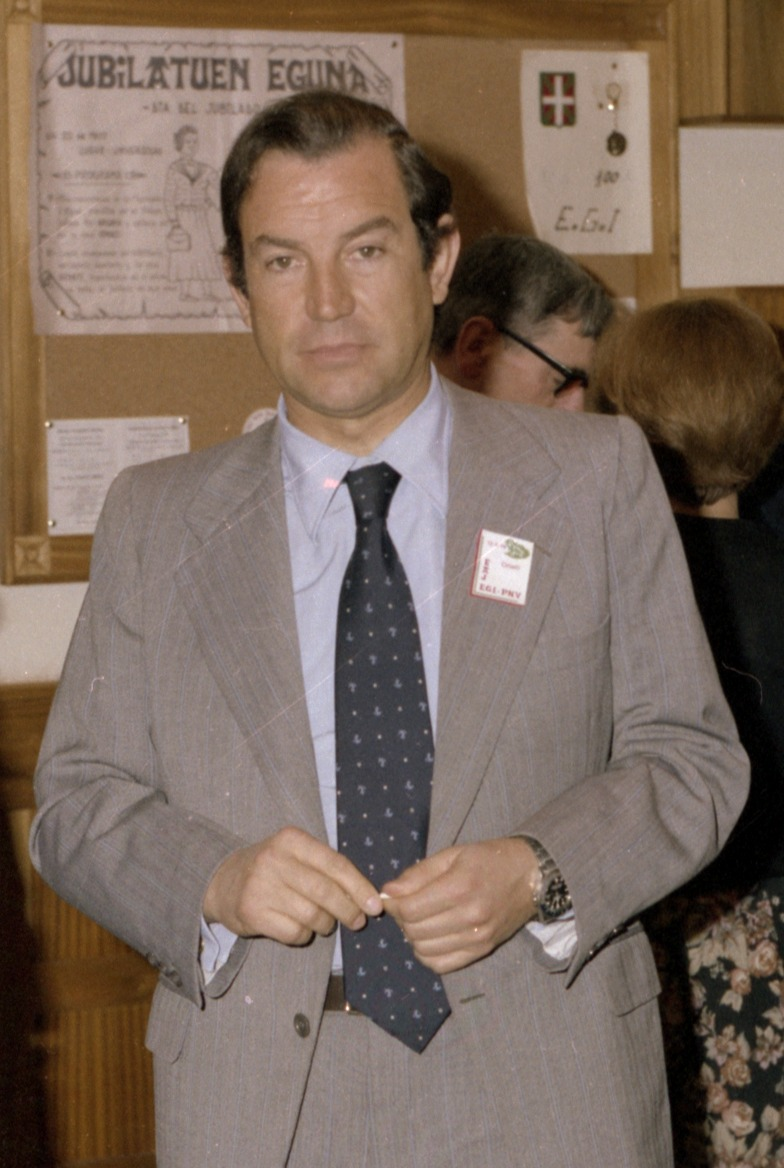
Carlos Garaikoetxea el 1979.

Després de l'aprovació de l'Estatut de Gernika, Fou elegit president o lehendakari del Govern del País Basc després de les eleccions al Parlament Basc de 1980, va ser reelegit el 1984 amb 34 escons i substituït per José Antonio Ardanza el 1985 per discrepàncies amb la direcció del seu partit.
El seu mandat es va caracteritzar per la construcció del govern i institucions autonòmiques basques. Així, va haver de desenvolupar l'Estatut d'Autonomia del País Basc de 1979. Entre les competències assumides es trobaven l'ordre públic, amb la consegüent creació d'un cos de policia autonòmica (l' Ertzaintza) el 1982, la creació del Servei Basc de Salut (Osakidetza) el 1981, o la creació de la radiotelevisió basca, EiTB, amb una primera emissió el 27 de desembre de 1982. Va ser una etapa que es va caracteritzar per l'austeritat en la despesa governamental, o la consecució del Concert Econòmic basc el 1981.
Durant el seu mandat també es va obrir la possibilitat de sindicació als funcionaris del Govern Basc, un assumpte que va ser molt polèmic en el seu moment. Així mateix, es van produir esdeveniments rellevants, com van ser la visita del papa Joan Pau II, les inundacions de 1983, model de gestió de crisi del llavors recentment estrenat sistema "SOS deiak", o accidents, com el de l'explosió a l'escola d'Ortuella el 1980, o el de la muntanya Oiz, el 1985, en el qual es va estavellar un avió de passatgers.

### Sorgiment d'EA
En 1986, després de moltes desavinences amb la direcció del PNB per la "Llei de Territoris Històrics", que havia de delimitar les competències del Govern Basc i les de les Diputacions Forals dels tres territoris històrics, l'expulsió de tota l'organització navarresa o l'expulsió a Vitòria del que arribaria a ser primer president d'EA, Manuel Ibarrondo, es va separar del PNB per fundar Eusko Alkartasuna el 17 de setembre, partit que va presidir fins a 1999 i pel qual va resultar elegit diputat del Parlament Basc en les eleccions autonòmiques de 1986, de 1990, de 1994 i 1998 (últimes eleccions a les quals va concórrer com a candidat). De 1987 a 1991 va ser diputat en el Parlament Europeu (entre 1987 i 1989 com a cap de llista de la Coalició per l'Europa dels Pobles, amb Esquerra Republicana de Catalunya (ERC) i PNG; des de 1989 a 1991 com a cap de llista de Per l'Europa dels Pobles, amb els mateixos socis, als quals va cedir l'escó per a la resta de legislatura, segons els acords electorals). Entre 1990 i 1991 va ser el president de l'Aliança Lliure Europea.
Va ser novament cap de llista de la coalició formada amb ERC per concórrer a les eleccions al Parlament Europeu de 1994. El fracàs electoral (la candidatura no va aconseguir cap escó, hagut de fonamentalment a la caiguda del vot a Navarra i el País Basc) va fer que Garaikoetxea presentés la dimissió com a president d'Eusko Alkartasuna, que no va ser acceptada. El novembre de 1999 es va retirar de la política activa.
El 21 de novembre de 2009 va participar en la presentació d'un document a favor de l'"acumulació" de forces abertzales juntament amb dirigents d'EA, a la qual també va acudir Tasio Erkizia, antic dirigent d'Herri Batasuna.

### Creació de Bildu
Fruit d'aquest document, EA, Alternatiba i independents ideològicament afins a l'esquerra abertzale, van iniciar un nou escenari polític en el qual creen una coalició d'esquerres, sobiranista, independentista, progressista i amb els drets humans com a base.
En aquest nou escenari sorgiria Bildu, que es va presentar a les eleccions municipals, a les Juntes Generals i a les Parlament de Navarra de 2011. Garaikoetxea va participar en la campanya de la coalició, que va quedar com a segona força política en vots i primera en nombre de regidors en el País Basc i quarta força política en vots i tercera en nombre de regidors a Navarra.

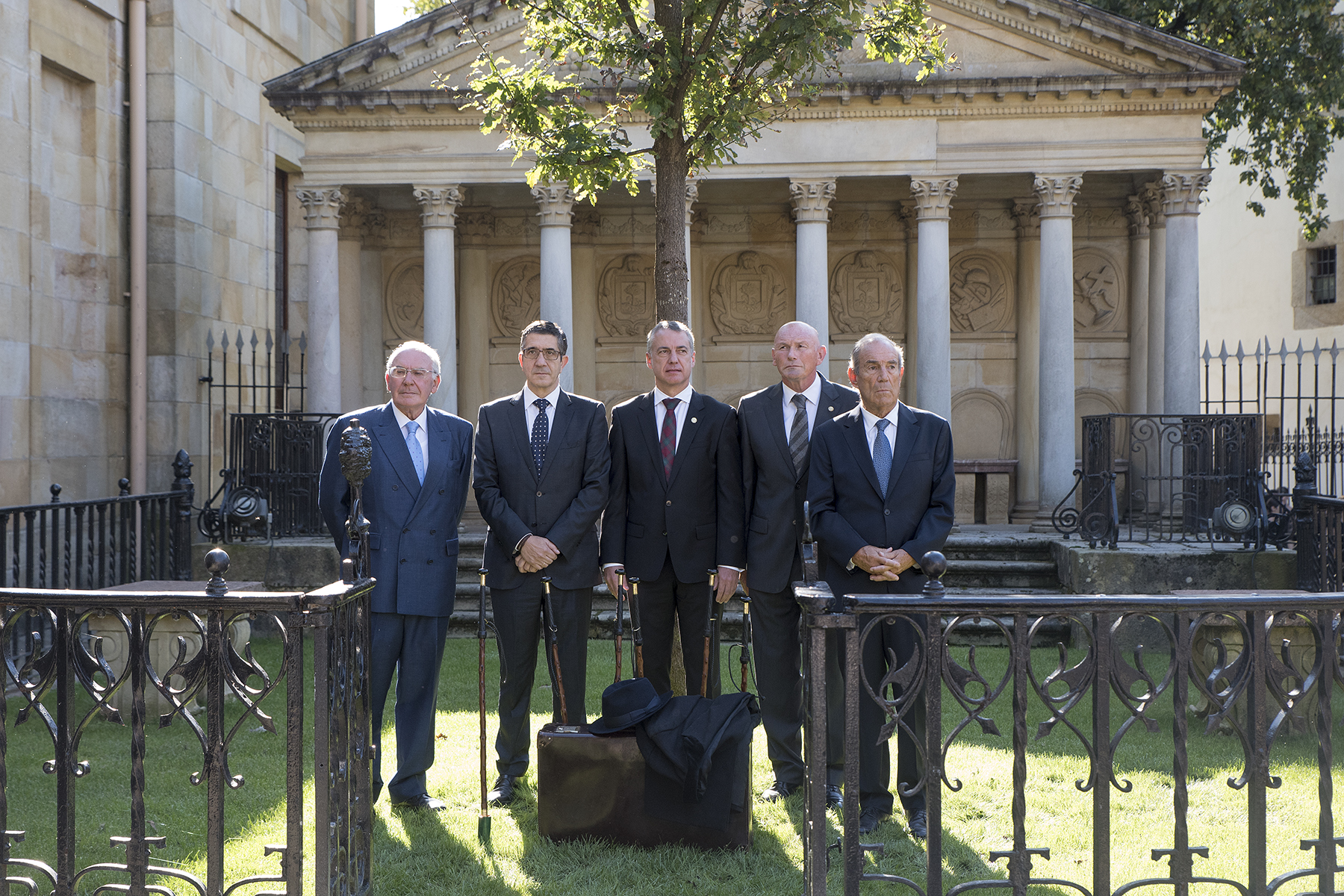
Els cinc lehendakaris vius (Ardanza, López, Urkullu, Ibarretxe i Garaikoetxea) celebraven el 80è aniversari del primer govern basc de 1936

## Reconeixements
- L'Ajuntament d'Oquendo (Àlaba) ha dedicat el nom d'un carrer a Carlos Garaikoetxea.
- Rep en 2011 la Creu de l'Arbre de Guernica, màxima distinció que lliura el Govern basc en reconeixement d'aquelles persones que s'hagin distingit pels seus serveis prestats al País Basc.